# Хироши Ямаучи
Хироши Ямаучи (на японски: 山内 溥) е японски бизнесмен.
Той е роден на 7 ноември 1927 година в Киото. През 1945 година започва да учи право в университета „Уаседа“, но през 1947 година напуска, за да започне работа в ръководеното от дядо му предприятие за печат на карти за игра „Нинтендо“.
През 1949 година оглавява „Нинтендо“. През следващите десетилетия нарежда фирмата сред най-големите производители на видеоигри в света. Оттегля се от ръководството на компанията през 2002 година, а към 2008 година е определян като най-богатия японец с имущество, оценявано на 7,8 милиарда долара.
Хироши Ямаучи умира на 19 септември 2013 година в Киото.